# Ravia
Ravia és un poble dels Estats Units a l'estat d'Oklahoma. Segons el cens del 2000 tenia 459 habitants.

## Demografia
Segons el cens del 2000, Ravia tenia 459 habitants, 175 habitatges, i 131 famílies. La densitat de població era de 316,5 habitants per km².
Dels 175 habitatges en un 31,4% hi vivien nens de menys de 18 anys, en un 53,1% hi vivien parelles casades, en un 14,3% dones solteres, i en un 25,1% no eren unitats familiars. En el 23,4% dels habitatges hi vivien persones soles el 16% de les quals corresponia a persones de 65 anys o més que vivien soles. El nombre mitjà de persones vivint en cada habitatge era de 2,62 i el nombre mitjà de persones que vivien en cada família era de 3,09.
Per edats la població es repartia de la següent manera: un 24,4% tenia menys de 18 anys, un 11,8% entre 18 i 24, un 27,5% entre 25 i 44, un 20,3% de 45 a 60 i un 16,1% 65 anys o més.
L'edat mediana era de 37 anys. Per cada 100 dones de 18 o més anys hi havia 85,6 homes.
La renda mediana per habitatge era de 20.694 $ i la renda mediana per família de 26.094 $. Els homes tenien una renda mediana de 20.962 $ mentre que les dones 15.729 $. La renda per capita de la població era de 13.391 $. Entorn del 26,5% de les famílies i el 30% de la població estaven per davall del llindar de pobresa.

## Poblacions més properes
El següent diagrama mostra les poblacions més properes.